# Ханнуккаланмяки
Ханнуккаланмяки (фин. Hannukkalanmäki) — посёлок в составе Кааламского сельского поселения Сортавальского района Республики Карелия.

## Общие сведения
Расположен вблизи станции Кааламо железной дороги перегона Рюттю — Маткаселькя.

## Население
| 2002 | 2009 | 2010 | 2013 |
| ---- | ---- | ---- | ---- |
| 10   | ↘8   | →8   | ↘7   |